# Der Traumgörge
Der Traumgörge (Görge el somiador) és una òpera en dos actes i un epíleg amb música d'Alexander von Zemlinsky i llibret de Leo Feld. Zemlinsky va començar a compondre-la el 1904 i la va acabar el 1906. El 1907, el mateix any que va ser programada, Mahler va contractar Zemlinsky com a director ajudant, però després de la dimissió de Mahler, el seu successor, Felix Weingartner, va llevar Der Traumgörge de la programació, tot i que l'obra ja havia estat assajada. Zemlinsky es va dedicar a altres projectes i va pensar que l'obra necessitaria ser revisada. La partitura original es va descobrir en els arxius de l'Òpera Estatal de Viena en els anys 1970, un període de renovat interès per la música de Zemlinsky. Això va portar al fet que l'òpera s'estrenés amb retard a Nuremberg, l'11 d'octubre de 1980.

## Personatges
| Personatge            | Tessitura    | Repartiment de l'estrena 11 d'octubre de 1980 (Director: Hans Gierster) |
| --------------------- | ------------ | ----------------------------------------------------------------------- |
| Gertraud              | soprano      | Johanna-Lotte Fecht                                                     |
| Grete                 | soprano      | Sharon Markovich                                                        |
| Görge                 | tenor        | Karl-Heinz Thiemann                                                     |
| Hans                  | baríton      | Peter Weber                                                             |
| Kaspar                | baríton      | Andreas Förster                                                         |
| Marei                 | soprano      | Ursula Wendt-Walther                                                    |
| Matthes               | baix         |                                                                         |
| Züngl                 | tenor        | Wilhelm Teepe                                                           |
| Princesa              | soprano      | Johanna-Lotte Fecht                                                     |
| Moliner               | baix         |                                                                         |
| Pastor                | baix         |                                                                         |
| Una veu               | mezzosoprano |                                                                         |
| alberguer             | tenor        |                                                                         |
| Esposa de l'alberguer | soprano      | Elizabeth Kingdon                                                       |